# Tcpdump
O tcpdump é uma ferramenta utilizada para monitorar os pacotes trafegados numa rede de computadores, sendo amplamente utilizada.
Foi originalmente escrita em 1988 por Van Jacobson, Sally Floyd, Vern Paxson e Steven McCanne, no Laboratório Nacional Lawrence Berkeley e publicada sob a licença BSD.